# Bye Bye Tiberias
Bye Bye Tiberiades (en àrab: باي باي طبريا, romanitzat: Bāy Bāy Ṭabariyya) és una pel·lícula documental de 2023 dirigida per Lina Soualem, que va escriure el guió amb Nadine Naous, en col·laboració amb Gladys Joujou. Segueix Hiam Abbass, que abandona el seu poble palestí de Deir Hanna a la Baixa Galilea, per perseguir el somni de convertir-se en actriu, cosa que implica enrere la seva mare, àvia i germanes. Abbass torna al seu poble, amb la seva filla, la Soulaem, per explorar com està la seva mare i la influència familiar. El film és una coproducció entre empreses de Palestina, Bèlgica, França i Qatar. S'ha subtitulat al català per a DocsBarcelona.
Es va estrenar a la secció Giornate degli Autori del 80è Festival Internacional de Cinema de Venècia el 3 de setembre de 2023 i va arribar als cinemes de França el 21 de febrer de 2024.
L'octubre de 2020, es va anunciar que Lina Soualem dirigiria un documental sobre la seva mare, Hiam Abbass, i la pel·lícula rebria fons d'Arte, l'Institut de Cinema de Doha i el Fons Àrab per a les Arts i la Cultura.
La pel·lícula va ser seleccionada com a candidata palestina per al millor llargmetratge internacional per als 96ns premis Oscar, però no va entrar a la llista definitiva. També va ser nominada al millor documental als 39ns Premis Independent Spirit.
Al Festival de Cinema Documental DOXA de 2024, va guanyar el premi internacional de llargmetratge documental.